# سيباستيان أندرسون (لاعب كرة قدم)
سيباستيان أندرسون (بالإنجليزية: Sebastian Anderson)‏ هو لاعب كرة قدم أمريكي، ولد في 8 أغسطس 2002 في ساكرامنتو في الولايات المتحدة. لعب مع كولورادو رابيدز.

## وصلات خارجية
- سيباستيان أندرسون على موقع الدوري الأمريكي (الإنجليزية)
- سيباستيان أندرسون على موقع قاعدة بيانات كرة القدم.إي يو (الإنجليزية)
- سيباستيان أندرسون على موقع Soccerway.com (الإنجليزية)